# Holzhausens park

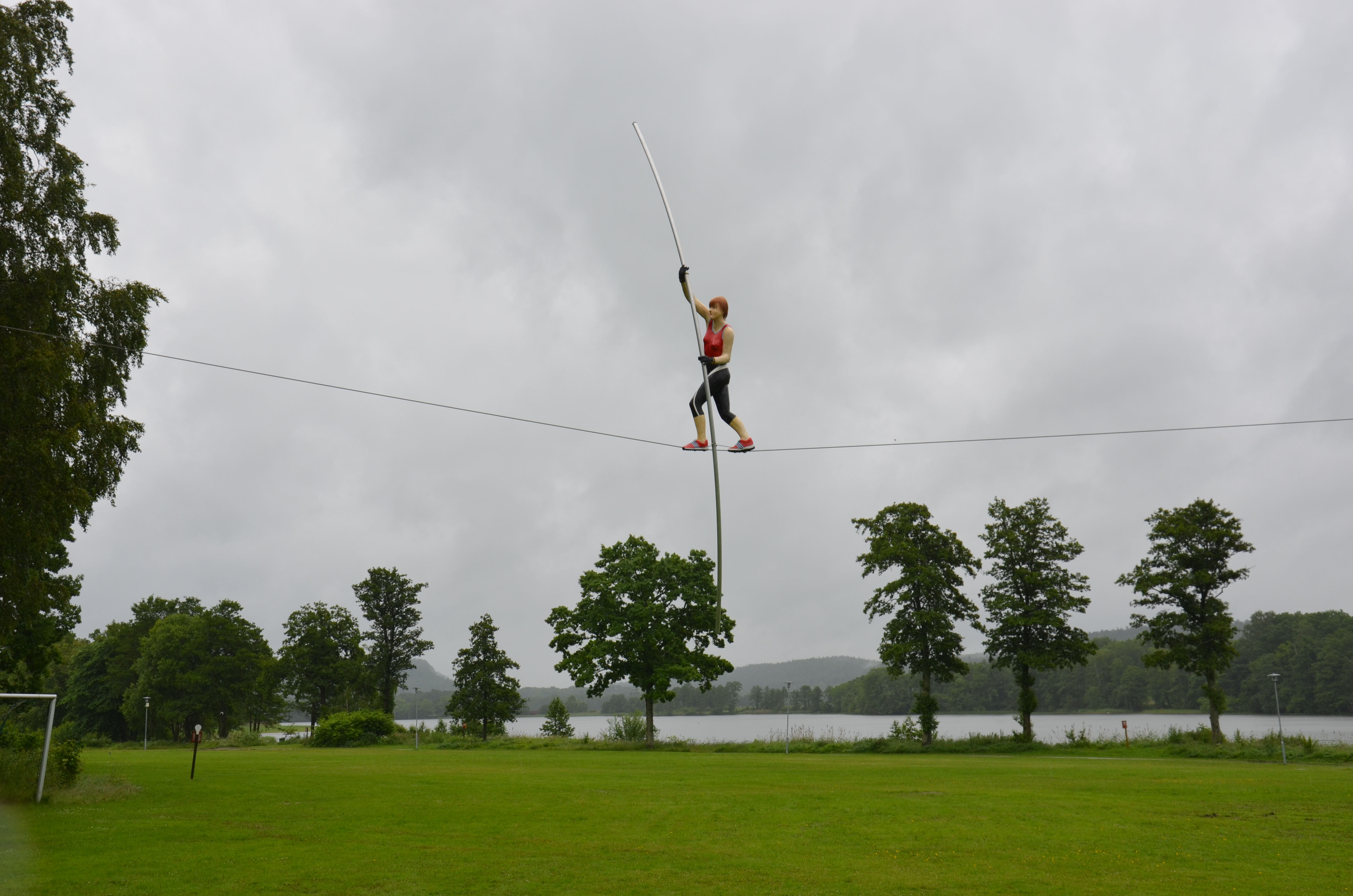
Allt är möjligt, Restad gård i Vänersborg

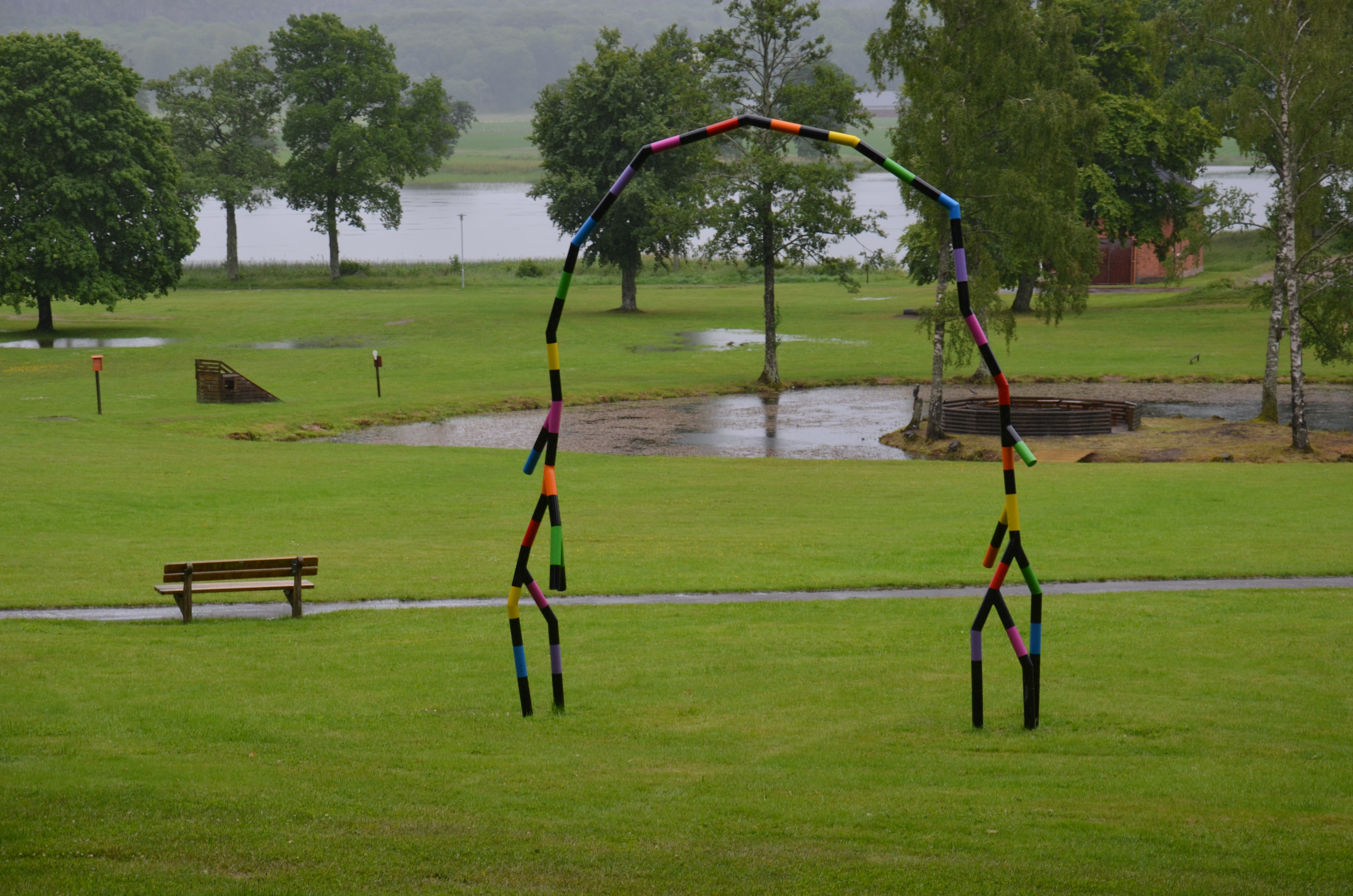
Eva Rothschilds Someone and Someone på Restad gård.

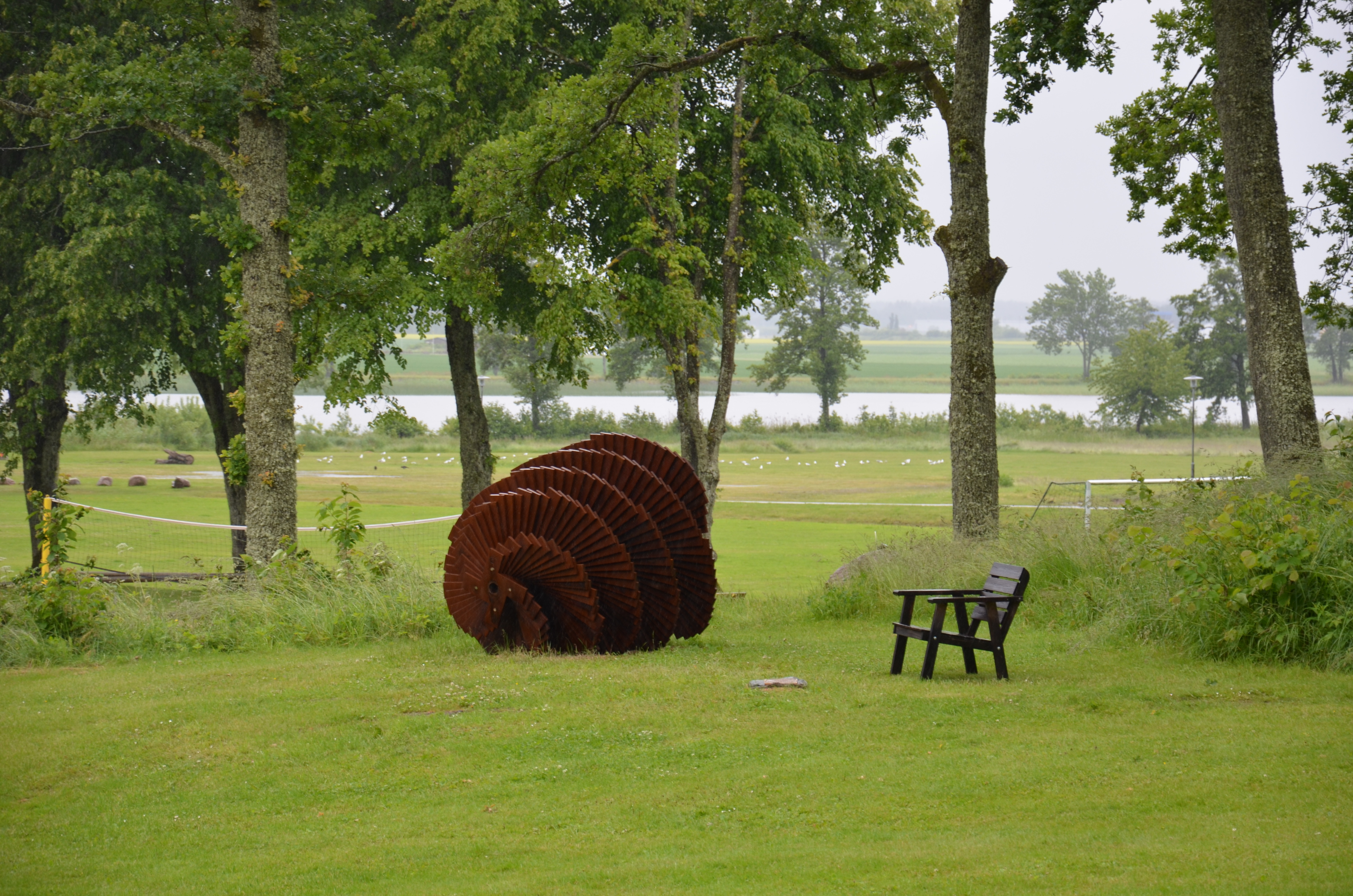
Jonas Holmquists Tournesol på Restad gård

Holzhausens park är en park vid Göta älv på Restad gård i Vänersborg.
Parken anlades 1910 som sjukhuspark till Vänersborgs hospital och asyl av trädgårdsarkitekten Axel Holzhausen, öster om institutionsbyggnaderna i sluttningen ned mot Göta älv.
Sedan det tidigare sjukhusområdet köpts av en privat entreprenör för att bland annat bli område för kontor, hotell och bostäder, har parken sedan 2011 försetts med ett antal skulpturer.

## Skulpturer och installationer
- Tratt, 2006, stål, av Jonas Holmquist
- Tournesol, 2010, stål, av Jonas Holmquist
- Allt är möjligt, installation av Eric Langert, 2011
- Lion, 2011, brons, av Laura Ford
- Someone and Someone, 2011, av Eva Rothschild

## Fotogalleri

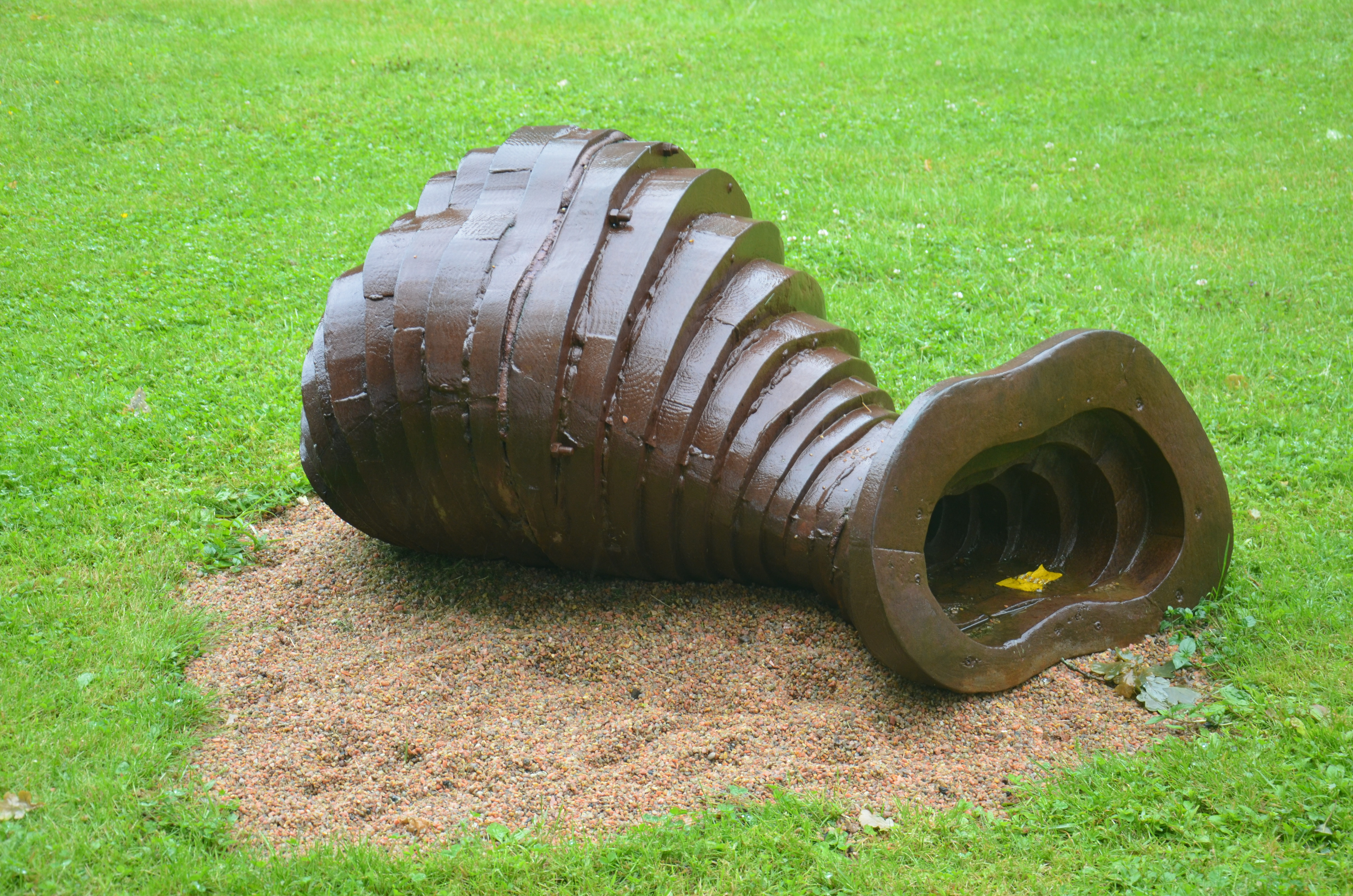
Jonas Holmquists Tratt
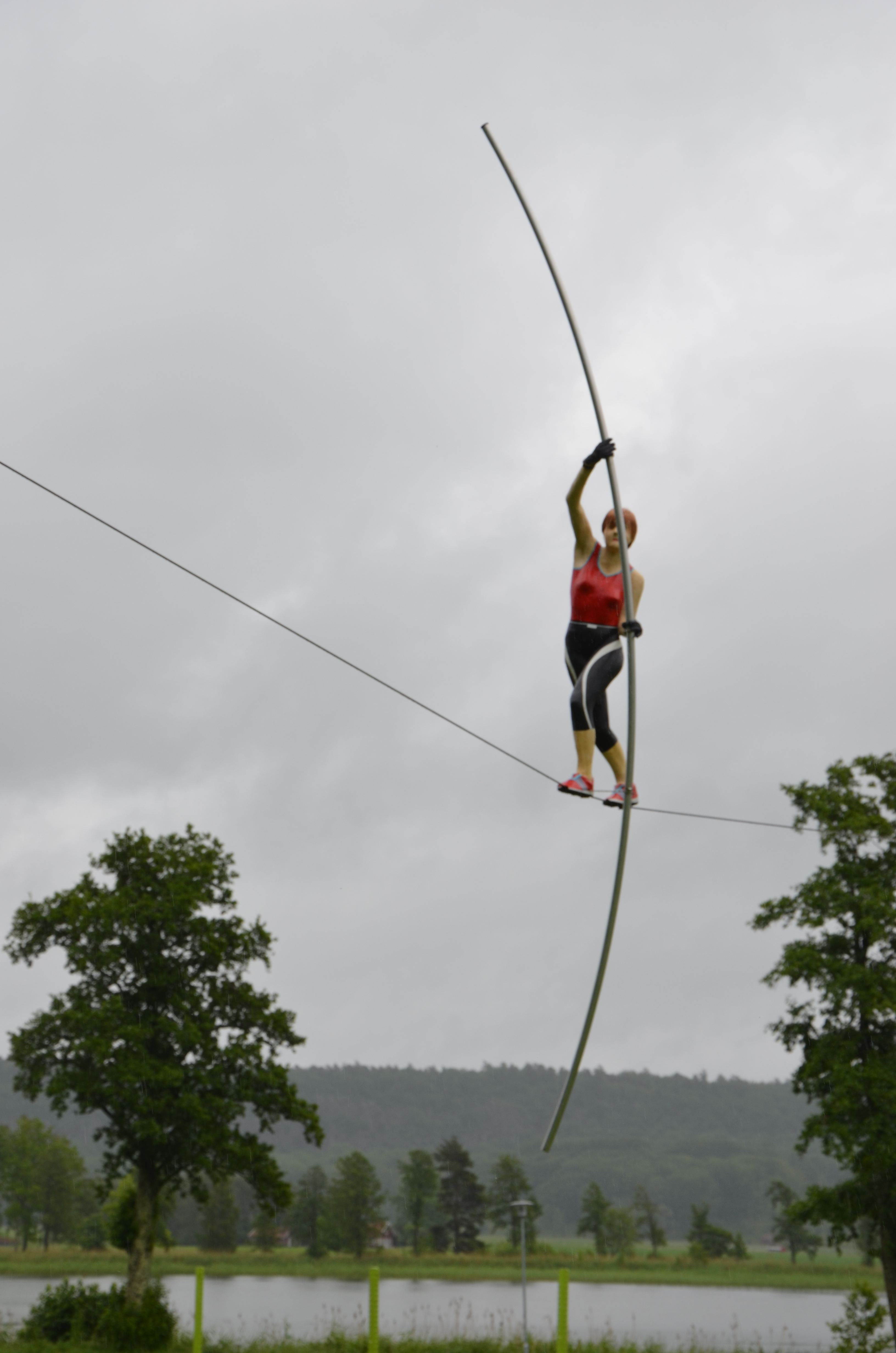
Eric Langerts Allt är möjligt
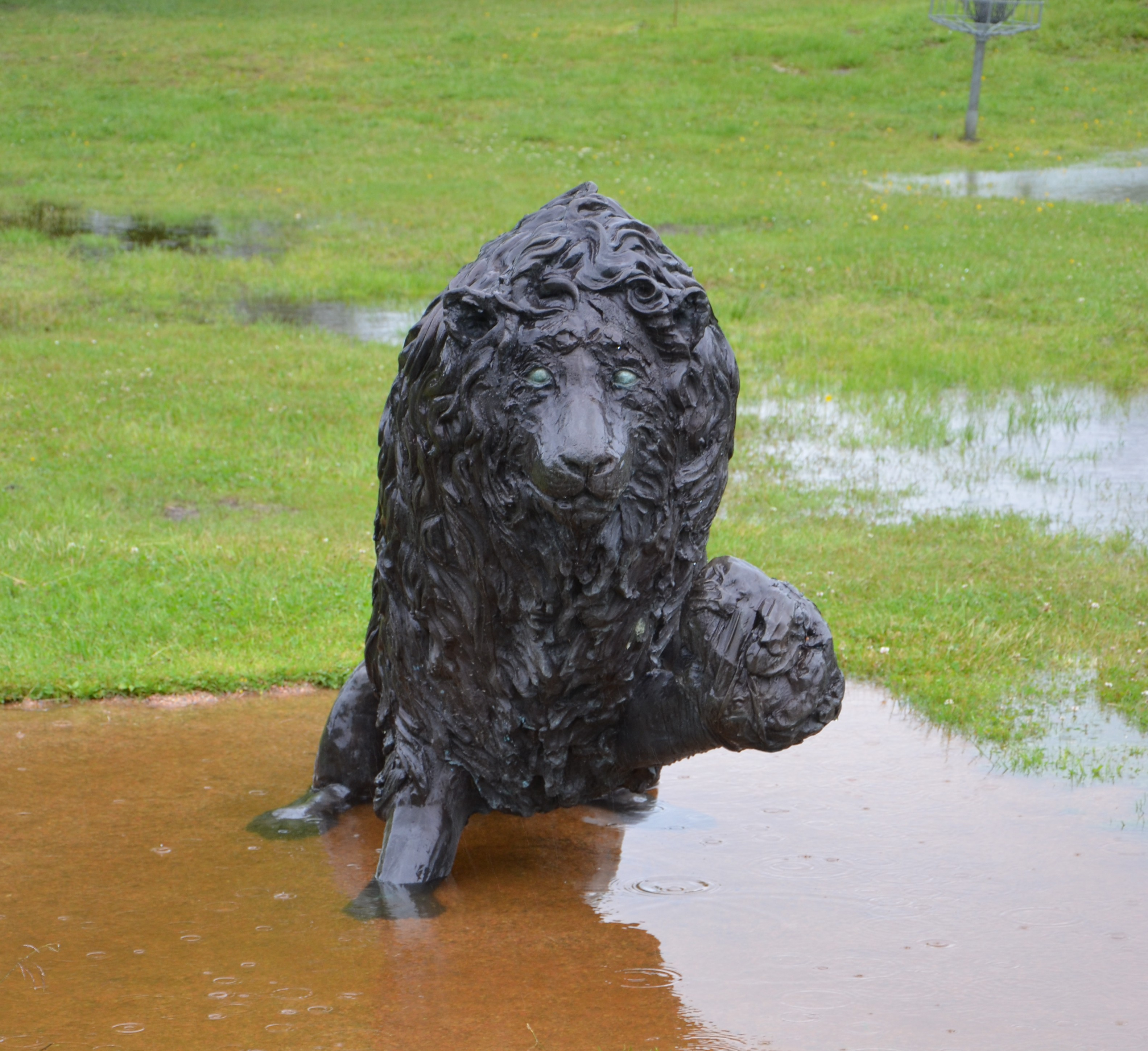
Laura Ford's Lion